# Natasha Ferreira
Natasha Padilha Ferreira, född 1 juni 1999 i Curitiba, är en brasiliansk judoutövare.

## Karriär
Vid olympiska sommarspelen 2024 i Paris blev Ferreira utslagen i sextondelsfinalen i 48 kg-klassen av japanska Natsumi Tsunoda.